# Pareronia valeria
Pareronia valeria là một loài bướm ngày trong họ Pieridae sinh sống ở Ấn Độ.

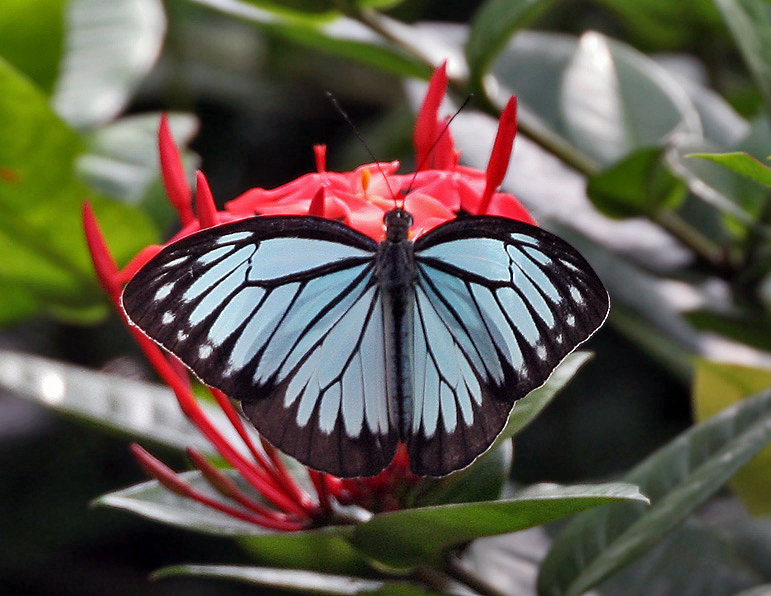
Con đực trên loài Ixora ở Kolkata, Tây Bengal, India.

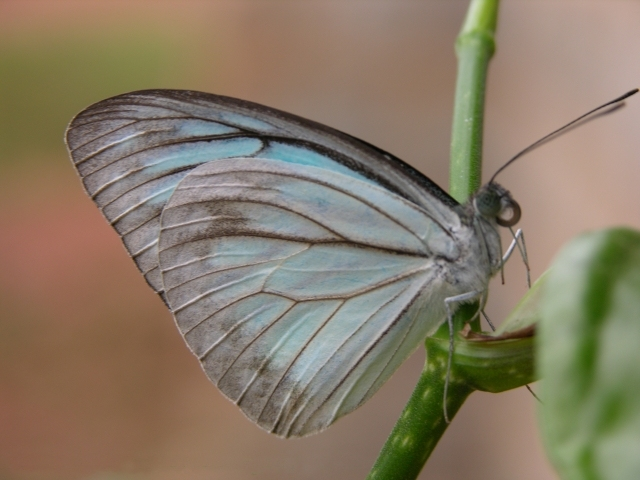

Phía trên con đực có mày xanh biển nhạt. Con cái phía trên có màu đen với các đốm trắng hơi xanh.

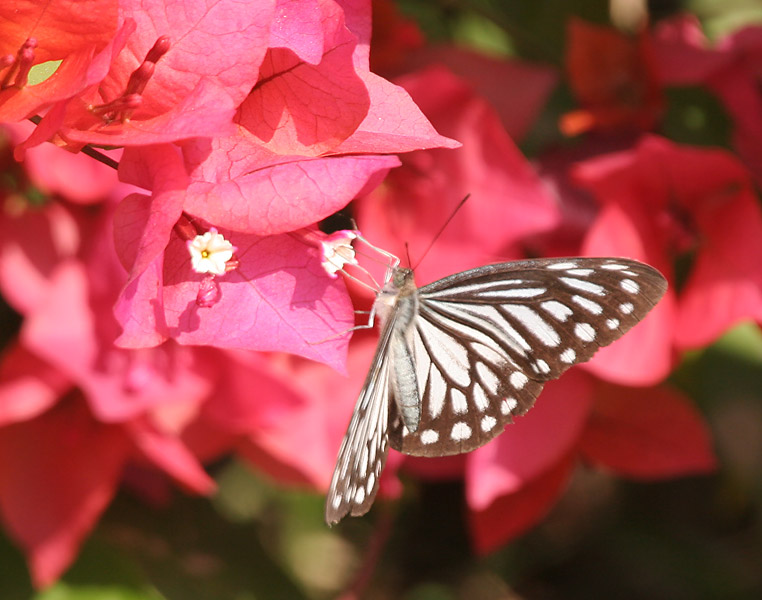
Con cái trên loài Bouganvillea ở Kolkata, Tây Bengal, Ấn Độ.

Loài này ăn Capparis zeylanica.

## Hình ảnh

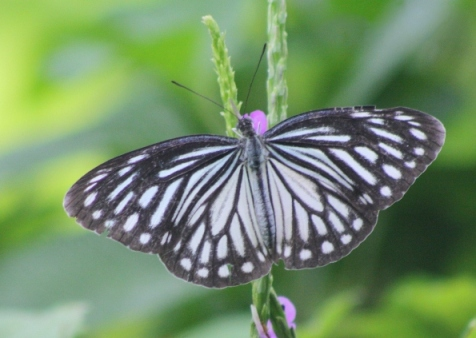
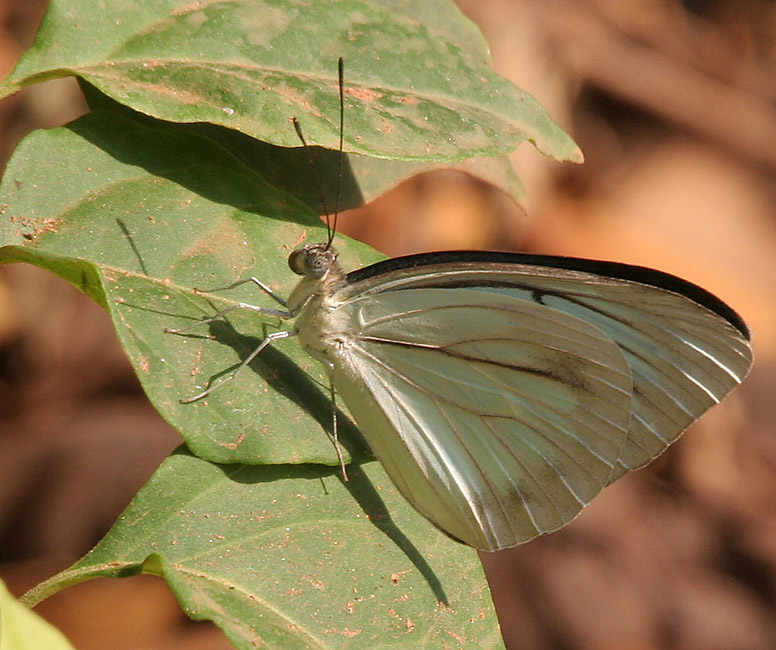
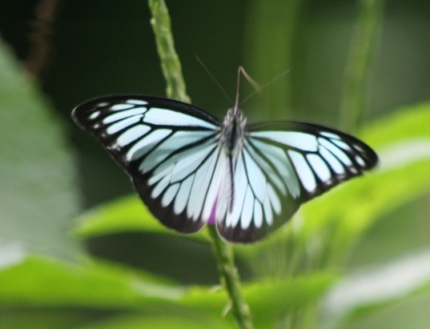
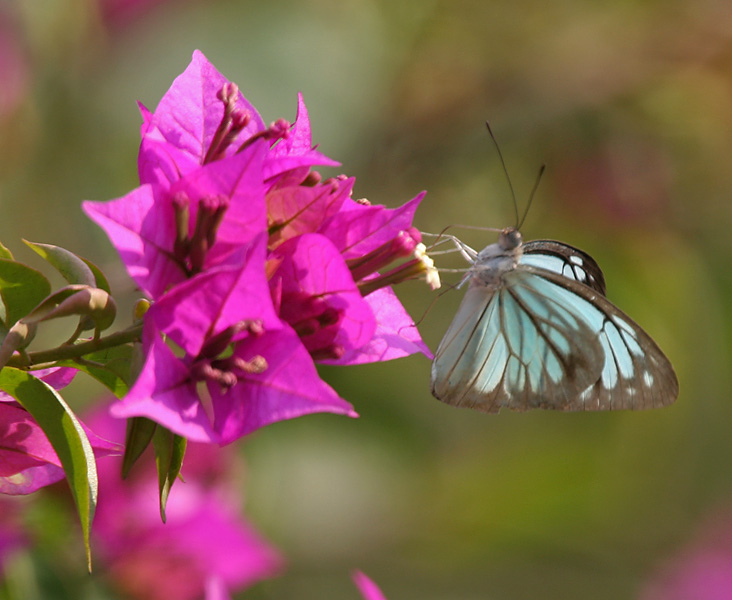